# Поразяващи свойства на куршума
Поразяващи свойства (на куршума) – различните характеристики, в съвокупността им определящи поразяващата способност на куршума на огнестрелното оръжие, т.е. способността на куршума да нанасят повреди върху целта (както жива, така и нежива) при попадение в нея.
Сред поразяващите свойства на куршума, в частност, изпъкват:

## Проникваща способност на куршума
Проникваща способност, пробивно действие (пробивна способност) – способност на куршума да прониква (преминава) през преграда. Определя се от пътя (разстоянието), изминат от куршума по балистична траектория в преграда (т.е. вътре в целта след попадение в нея).
Зависи от импулса (масата и скоростта), особеностите на конкретния тип куршум (геометрия, материала, конструкцията и др.), а също и от балистическата устойчивост (способността на куршума да съхранява без изменение на положението му) при движението му вътре в целта.

## Спиращо действие на куршума
Спиращо действие (спираща способност) – характеристика на куршума, определяща степента на загуба от противника на способността му да извършва враждебни действия след попадения в него на куршума (при лов – способността на плячката за нападение или придвижване).
Силното спиращо действие на куршума предполага преди всичко бързото изваждане на целта от строя, но не е задължително с летален край (вероятността за причиняване на смърт се определя като „поразяващо действие“, виж долу). Спиращото действие зависи от скоростта, калибъра, масата, геометрията и конструктивните особености на конкретния тип куршум и е най-важно за оръжията за близък бой (пистолет, револвер, гладкостволното оръжие).
Спиращото действие на куршума е толкова по-силно, колкото по-скоро се нарушават функциите на живия организъм след неговото попадение, което непосредствено зависи от степента на поглъщане (поемане) от целта на кинетичната енергия на куршума и поради това е най-рязко изразено при куршумите с тъп (тъпоконечни) връх (класическият пример е куршума за револвера система Наган): те проникват относително недълбоко, бързо се спират и създават мощна ударна вълна, която предизвиква обемно сътресение (времена пулсираща кухина) и контузия прилежащите органи и тъкани, което дезориентира целта. Остроконечните куршуми, обратно, като правило проникват дълбоко и се забавят плавно, повече разсичайки, отколкото смачвайки средата пред себе си: поради скоростта на разсичане нервните окончания често проникването, като такова, даже не се усеща от войника (особено в напрегнати сражения поради високото съдържание на адреналин в кръвта), а се усеща по-скоро, като „удар“, от тежък тъп предмет. Раните от този тип могат даже да се окажат проходни и да не изваждат целта от строя веднага, ако не са засегнати жизненоважни органи. Въпреки това, кръвотечението с времето лишават целта от сили и, съответно, от способност към ответна съпротива, ако то не е спряно своевременно.
Има значение и материала: необлечените оловни куршуми се сплескват и спират по-рано от облечените. Значително усилват спиращото действие използването на експанзивни куршуми.
Обаче куршумите малък калибър с оживална форма, имащи начална скорост над 700 m/s, също могат да обладават значително спиращо действие за сметка на големия размер на временната пулсираща кухина и силна хидродинамична контузия на обкръжаващите тъкани. Още един способ – ако в конструкцията им е подсигурена с изместване на центъра на тежестта към дупето на куршума, което предизвиква неговото преобръщане след срещата му с целта благодарени на полученото предизвикано снижение на балистичната му устойчивост.
Като пример за боеприпаси с високо спиращо действие могат да се посочат патроните .45ACP (11,43 mm), .44 Magnum или 9х19 Para. Малко спиращо действие имат 6.35 Браунинг, 7.65 Браунинг, 7.62х25 ТТ. Достатъчно високо спиращо действие обладават куршумите за травматичното оръжие (т.нар. „гумени куршуми“).

## Поразяващо действие на куршума
Поразяващо действие на куршума – характеристика на куршума, описваща вероятността за причиняване на смърт при попадение в жива цел.
Поразяващото действие не е същото като възпиращ ефект на куршума (виж горе). Високоскоростните куршуми с неголям калибър (например, куршума на патрона 5,7 × 28 mm) обладават добра поразяваща способност по живи цели (високо пробивно и достатъчно високо поразяващо действие), но са с невисоко спиращо действие. Куршума на патрона 4,6 × 30 mm за MP7 създава раневи канал 1,5 пъти по-широк, отколкото куршумите на патроните калибри 9 × 19 mm Парабелум и .45 ACP за MP5 и HK UMP съответно, което безусловно е по-опасно, но спиращата сила на лекия малък куршум на калибъра 4,6 може да е незначителна. Куршумите за травматичното оръжие (огнестрелно оръжие с ограничено поражение, ОООП, т. нар. „гумени“) обладават повече или по-малко спиращо, но не и особено сериезно поразяващо действие.